# 침하

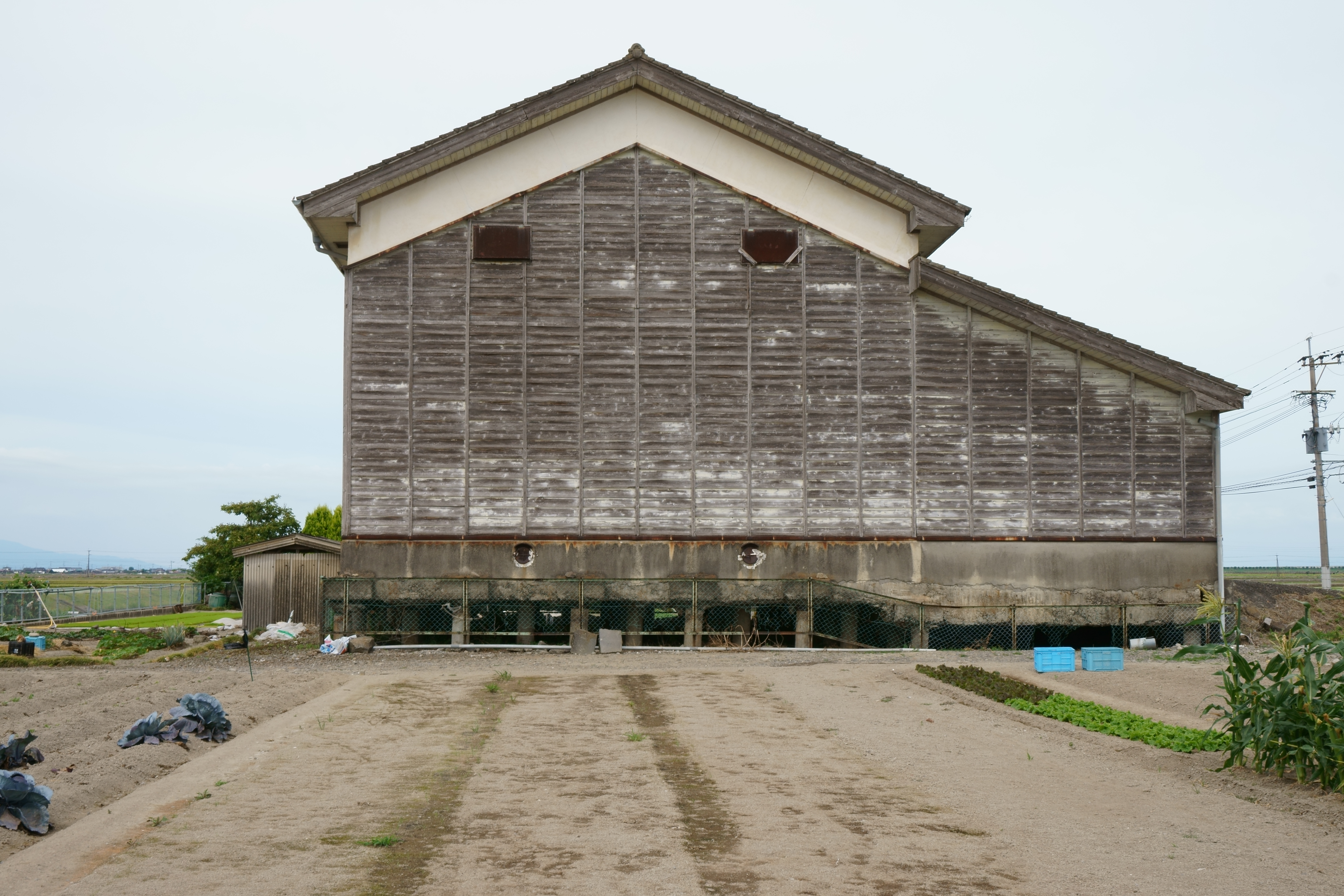
1966년부터 2004년까지 지반이 1.2m 침하하면서 말뚝기초가 드러난 일본 사가 현, 시로시 마을, 신타쿠의 농가
창고

침하(沈下)는 하중에 의해 지반이 가라앉는 현상이다.

## 종류
- 즉시침하(immediate settlement, Si) 또는 탄성침하(elastic settlement) : 흙 입자의 변형에 의해 발생. 투수계수 큰 사질토 지반에서 주로 발생. 짧은 시간에 침하 완료됨. 연약한 포화점토 지반에서 상부구조물의 하중에 의해 전단변형이 일어나며 즉시침하가 발생하기도 함. 함수비 변화 없음.
  - 사질토 지반에서 지하수가 있든 없든 즉시침하가 발생하고 이는 전체 침하량과 동일
  - 지하수 아예 없는 점토에서도 사질토 지반과 마찬가지로 즉시침하가 발생하고 이는 전체 침하량과 동일
  - 포화 점토에서는 즉시침하가 발생하나, 하중 방향으로 찌그러들면서 옆으로 팽창하는 형태의, 전 체적 변화가 없는 즉시침하가 발생함. 즉시 침하량과 전체침하량은 다르다.
- 압밀침하 : 공극 내 물과 공기의 유출에 의한 체적 변화에 따라 발생. 상당한 시간 소요.
  - 1차 압밀침하(primary consolidation settlement, Sc) : 공극수압 소산되기까지의 압밀침하
  - 2차 압밀침하(secondary consolidation settlement, Ss) : 공극수압 소산 이후 계속되는 체적변화에 의한 압밀침하

## 직접 기초의 침하
연속 기초 혹은 독립 기초의 침하량 S는 qnet을 기초에 작용하는 순하중, E를 지반의 탄성계수, μ를 지반의 포아송 비, I를 영향계수(기초 형상, 근입 깊이에 따른 값)라고 하면 다음과 같다.
{\displaystyle S={\frac {q_{net}B(1-\mu ^{2})}{E}}I}
기초의 침하량에 영향을 미치는 변수들을 살펴보면 다음과 같다.
- 기초 면적이 클수록 접지압은 작아지나{\displaystyle \left(q={\frac {P}{BL}}\right)} 침하랑은 커진다.
- 연성 기초의 경우 접지압은 면적에 대해 일정한 분포를 가지나, 침하량은 중심부가 크고 가장자리가 작다.[3]
- 콘크리트 기초같은 강성 기초의 경우 접지압은 면적에 대해 일정치 않으나, 침하량은 일정하다.[3]
- 기초가 파묻혀 있는 경우가 지표면 위에 있는 경우보다 침하량이 작다.
- 지반의 탄성 계수 E가 침하량에 가장 큰 영향을 미친다.

### 즉시침하와 압밀침하
모래 지반과 건조 점토 지반은 즉시침하(탄성침하)가 전체침하와 같다. 하지만 포화 점토 지반은 즉시침하와 압밀침하를 더해야 전체침하가 된다. 즉시침하는 다음과 같이 계산한다. Eu가 비배수 상태에서의 탄성계수, μu를 지반의 비배수 상태에서 포아송 비라고 하면,
{\displaystyle S_{i}={\frac {q_{net}B(1-\mu _{u}^{2})}{E_{u}}}I}
이때 {\displaystyle E_{u}={\frac {\Delta \sigma _{d}}{\epsilon _{z}}},\mu _{u}=-{\frac {\epsilon _{x}}{\epsilon _{z}}}=0.5}이며 삼축 압축 실험 중 비배수 실험을 통해 구한다. 축차응력 {\displaystyle \Delta \sigma _{d}=\sigma _{1}-\sigma _{3}}이고, εx는 횡방향 변형률, εz는 연직방향 변형률이다.
정규압밀점토에서 압밀침하는 Cc는 압축지수, Δσ는 연직응력의 증가량이라 할 때,
{\displaystyle S_{c}={\frac {C_{c}H}{1+e_{0}}}\log {\frac {\sigma _{0}'+\Delta \sigma }{\sigma _{0}'}}}
한편 배수 조건에서의 지반 정수 E'과 μ'을 구할 수 있다면 포화 점토 지반이라고 하더라도 즉시침하와 압밀침하를 따로 구할 필요 없이 다음 식으로 전체 침하량을 구할 수 있다.
{\displaystyle S={\frac {q_{net}B(1-\mu '^{2})}{E'}}I}
압밀 배수 삼축압축시험에서 {\displaystyle E'={\frac {\Delta \sigma _{d}}{\epsilon _{z}}},\mu '=-{\frac {\epsilon _{x}}{\epsilon _{z}}}}이다.

### 탄성침하 공식
근입 깊이 {\displaystyle D_{f}=0}이고, 기초저면에서 암반까지의 거리가 무한대라고 가정할 때 탄성침하량(즉시침하량)은 다음 식들로 나타난다. 모래 지반에서는 이 값이 전체 침하량이고 포화 점토지반에서는 즉시침하량을 의미한다.
연성기초 모서리에서의 침하
{\displaystyle S={\frac {q_{net}B(1-\mu ^{2})}{E}}{\frac {I}{2}}}
연성기초 중심부 침하
{\displaystyle S={\frac {q_{net}B(1-\mu ^{2})}{E}}I}
연성기초 평균 침하
{\displaystyle S={\frac {q_{net}B(1-\mu ^{2})}{E}}I_{avg}}
강성기초 침하
{\displaystyle S={\frac {q_{net}B(1-\mu ^{2})}{E}}I_{rig}}
근입 깊이 {\displaystyle D_{f}\neq 0}인 경우는 근입 깊이에 따른 수정계수 CDf를 최종적으로 곱해서 침하량을 계산한다. 이 수정계수는 포아송 비 μ, 기초의 단변 길이(B)와 장변 길이(L), 근입 깊이 Df의 함수로 나타난다.

## 같이 보기
- 기초
- 압밀

## 참고 문헌
- 이인모 (2015). 《기초공학의 원리》. 씨아이알. ISBN 979-11-5610-063-8.
- 권호진; 김동수; 박준범; 정성교 (2015). 《기초공학》 2판. 구미서관. ISBN 978-89-8225-5854.
- 장병욱; 전우정; 송창섭; 유찬; 임성훈; 김용성 (2010). 《토질역학》. 구미서관. 129쪽. ISBN 978-89-8225-697-4.
- 김도열; 김석환; 기완서; 정상국; 이병철 (2009). 《알기쉬운 토질역학》. 구미서관. 247쪽. ISBN 978-89-8225-688-2.
- 이인모 (2014). 《토질역학의 원리》 2판. 씨아이알. ISBN 9791156100096.